# الآراء النسوية حول الإباحية
تتراوح الآراء النسوية حول المواد الإباحية، من إدانتها كلها كشكل من أشكال العنف ضد المرأة، إلى اعتناق بعض أشكالها كبيئة للتعبير النسوي. يعكس هذا النقاش المخاوف الكبيرة، التي تحيط بالآراء النسوية حول الجنسانية، ويرتبط ارتباطًا وثيقًا بما يتعلق بالبغاء، والبي دي إس إم، وغيرها من القضايا. كانت المواد الإباحية من أكثر القضايا الخلافية في الحركة النسوية، خاصة في البلدان الناطقة بالإنكليزية. وجُسد هذا الانقسام العميق في حروب الجنس النسوية في الثمانينيات، والتي حرضت الناشطين المناهضين للإباحية ضد ناشطي الجنس الإيجابي.

## النسوية المعادية للإباحية
يجادل النسويون والنسويات ممن يعارضون الإباحية - مثل أندريا دوركين، وكاثرين ماكينون، وروبن مورغان، وديانا راسل، وأليس شوارزر، وجيل داينز، وروبرت جينسن- أن المواد الإباحية ضارة بالنساء، وتشكل سببية قوية أو تسهيلًا للعنف ضد المرأة.
تبنت كل من كاثرين ماكينون وأندريا دوركين، موقفًا مفاده أن المواد الإباحية قائمة بطبيعتها على استغلال النساء، ودعتا إلى قانون مدني لجعل مصوري المواد الإباحية مسؤولين عن الأضرار التي يمكن أن تنشأ عن استخدام وإنتاج وتداول منشوراتهم. قالت دوركين، عندما أدلت بشهادتها أمام لجنة الميس في عام 1986، أن 65% وحتى 75% من النساء اللاتي يمارسن البغاء، ويعملن في الإباحية، كن ضحايا لسفاح القربى أو الإساءة الجنسية للأطفال.
أدى نشاط أندريا دوركين ضد الإباحية خلال الثمانينات، إلى الاهتمام الوطني بها في الولايات المتحدة.

### ضرر على النساء أثناء الإنتاج
تتهم النسويات المعاديات للإباحية، ولا سيما كاثرين ماكينون، بأن إنتاج المواد الإباحية يستلزم إكراهًا جسديًا ونفسيًا و/أو اقتصاديًا للنساء اللاتي يؤدين ويجسدن في هذه المواد. ويقال أن هذا صحيح، حتى عندما تُصور النساء على أنهن مستمتعات بأنفسهن. يُجادل أيضًا أن الكثير مما يظهر في المواد الإباحية مسيء بحكم طبيعته. ترى جيل داينز أن الإباحية، التي مثلتها المواد الإباحية لجونزو، تصبح أكثر عنفًا، وأن النساء اللاتي يمثلن في المواد الإباحية، يُعاملن بوحشية أثناء عملية الإنتاج.
تشير النسويات المعاديات للإباحية إلى شهادة المشاركات المعروفات في المواد الإباحية، مثل تريسي لوردز وليندا بوريمان، ويجادلن بأن معظم الممثلات الإناث يُجبرن على الإباحية، إما من قبل شخص آخر، أو بسبب مجموعة من الظروف السيئة. حُفزت الحركة النسوية المعادية للإباحية بمنشورات أورديال، إذ ذكرت ليندا بوريمان (التي مثلت باسم «ليندا لوفلاس» في فيلم ديب ثروت) أنها تعرضت للضرب والاغتصاب والقوادة من قبل زوجها تشاك تراينور. وقد أجبرها تراينور تحت تهديد السلاح على تصوير مشاهد في ديب ثروت، إضافة لإجبارها من خلال العنف الجسدي والإساءة العاطفية والتهديدات الصريحة بالعنف، لإنتاج أفلام إباحية أخرى. أصدرت دوركن وماكينون ومجموعة «نساء ضد الإباحية»، تصريحات عامة لدعم بوريمان، وعملن معها في المناسبات العامة والخطب.

### الضرر الاجتماعي من التعرض للإباحية

#### اختزال النساء في أشياء جنسية
عرّفت ماكينون ودوركين الإباحية على أنها «التصوير الجنسي الصريح، للنساء من خلال الصور أو الكلمات».
تكون الآثار التي يعكسها الأشخاص ممن يشاهدون المواد الإباحية متفاوتة، وماتزال موضع نقاش واسع النطاق. يركز البحث عموما حول تأثيرات المشاهدة الطوعية للمواد الإباحية. كان هناك أيضًا دراسات، تحلل التعرض غير المقصود للمحتوى الجنسي الصريح، بما في ذلك: عرض صور عارية لأشخاص، أو أشخاص يمارسون أفعال جنسية أو عمليات بحث عرضية على الإنترنت، أو فتح روابط عبر الإنترنت لمواد إباحية. ُوجد أن معظم التعرض للمواد الإباحية على الإنترنت غير مرغوب فيه وبالصدفة. تتراوح أعمار 42% من الذين يشاهدون مواد إباحية عبر الإنترنت بين 10 و17، واختبر 66% منهم التعرض غير المقصود.
نشرت جاي وونج شيم من جامعة سوك ميونغ النسائية، مع براينت م. بول من جامعة إنديانا دراسة محكمة تبحث في مثل هذا التعرض غير المقصود للمواد الإباحية، فيما يتعلق بشعور إخفاء الهوية، وكانت بعنوان «دور إخفاء الهوية في آثار التعرض غير المقصود للإباحية على الإنترنت بين الشباب الذكور البالغين». تألفت الدراسة من 84 طالباً، أعمارهم من 18 عامًا فما فوق، وهم متطوعون من جامعة أمريكية كبيرة في الغرب الأوسط. وعُرض بعد الانتهاء من المسح الاعتباطي، مقطع فيديو منبثق مدته 10 ثوانٍ، يتكون إما من محتوى جنسي أو غير جنسي. يعتقد نصف الأشخاص الذين تعرضوا لأحد المقاطع، أنهم كانوا يشاهدون المحتوى مع الكشف عن هويتهم. اعتقد النصف الآخر أنهم مجهولو الهوية، وأنهم لم يخضعوا للمراقبة. ثم سُئلوا عما إذا كانوا يفضلون عرض مواد إباحية شديدة أو مواد إباحية أقل شدة أو مواد غير جنسية. تصور المواد الإباحية الشديدة، النساء كأشياء جنسية، وتصور تفوق الذكور، وكانت المواد الإباحية غير الشديدة أقل تصويرية لذلك. المواد غير الجنسية كانت فيديو لمحاضرة أستاذ، ولا علاقة له بالمحتوى الجنسي.

#### الإغواء لاستخدام العنف الجنسي ضد النساء
تقول النسويات المعاديات للإباحية، أن استهلاك المواد الإباحية هو سبب للاغتصاب وغيره من أشكال العنف ضد المرأة. يلخص روبن مورغان هذه الفكرة بتصريحها الذي كثيراً ما يُستشهد به «المواد الإباحية هي النظرية، والاغتصاب هو الممارسة».
تتهم النسويات المعاديات للإباحية، أن المواد الإباحية، تجعل من السيطرة على النساء وإهانتهن وإكراههن أمر مثير جنسي، وتعزز المواقف الجنسية والثقافية التي تتواطأ مع الاغتصاب والتحرش الجنسي. جادلت ماكينون أن المواد الإباحية تؤدي إلى زيادة العنف الجنسي ضد النساء، من خلال تعزيز الأفكار المغلوطة عن الاغتصاب. تتضمن هذه الأفكار المغلوطة المتعلقة بالاغتصاب، الاعتقاد بأن المرأة تريد حقًا أن تتعرض للاغتصاب وأنها تعني «أجل» عندما تقول «لا».
وإن المواد الإباحية وفقا لماكينون، تُفقد إحساس المشاهدين حول العنف ضد المرأة، ويؤدي هذا إلى حاجة مضطردة، لرؤية المزيد من العنف من أجل أن يُثاروا جنسيا، وهو تأثير تزعم أنه وُثّق جيدًا.